# Peter Seynaeve
Peter Seynaeve  is een Vlaamse acteur.
Seynaeve studeerde aan de Studio Herman Teirlinck te Antwerpen waar hij in 1996 afstudeerde. Tijdens het Theaterfestival in 1998 speelde hij zijn debuutrol in een voorstelling van Ten Oorlog onder regie van Luk Perceval. In 2006 richtte hij het theatergezelschap JAN op.

## Filmografie

### Televisieseries
| serie            | rol                 | aantal afleveringen | jaar      |
| ---------------- | ------------------- | ------------------- | --------- |
| Assisen          | Karel Baekelandt    | 6                   | 2025      |
| Chaussée d'Amour | speurder            | 1                   | 2016      |
| Zone Stad        | Sam Jespers         | 1                   | 2010      |
| Aspe             | Marc Laenen         | 1                   | 2007      |
| W817             | Prosper Van Velthem | 9                   | 2001-2003 |
| Stille Waters    | Tobias Vorlat       | 12                  | 2001-2002 |

### Films
| film                         | rol                   | jaar |
| ---------------------------- | --------------------- | ---- |
| Muidhond                     | supermarktbediende    | 2019 |
| Vele hemels boven de zevende | Walter                | 2017 |
| Five Easy Pieces             |                       | 2016 |
| Little Black Spiders         | man kinderloos koppel | 2012 |